# Contre-la-montre féminin aux championnats du monde de cyclisme sur route 2021
 (septembre 2021).
Si vous disposez d'ouvrages ou d'articles de référence ou si vous connaissez des sites web de qualité traitant du thème abordé ici, merci de compléter l'article en donnant les références utiles à sa vérifiabilité et en les liant à la section « Notes et références ».
Le contre-la-montre féminin aux championnats du monde de cyclisme sur route 2021 a lieu sur 30,3 kilomètres le 20 septembre 2021 en Flandre, en Belgique. Son départ est donné depuis Knocke-Heyst, l'arrivée est à Bruges. Il est remporté par la Néerlandaise Ellen van Dijk.

## Parcours
La course part de Knokke-Heist et est longue de 30,3 km. Elle est parfaitement plate avec un dénivelé de 54 m. L'arrivée se trouve dans le centre historique de Bruges.

## Système de qualification
| Équipes nationales (31)- Argentine - Autriche - Belgique - Biélorussie - Canada - Colombie - Danemark - Érythrée - Espagne - France - Grande-Bretagne - Allemagne - Islande - Israël - Italie - Lettonie - Pays-Bas - Norvège - Pakistan - Pologne - Portugal - Fédération russe de cyclisme - Afrique du Sud - Rwanda - Slovénie - Suisse - Suède - Thaïlande - Ukraine - États-Unis - Ouzbekistan |
| |

## Favorites
La vainqueur sortante, Anna van der Breggen, décide de ne pas se présenter au départ. La championne du monde 2019, Chloe Dygert, blessée, est également absente. Les deux principales favorites sont la championne olympique Annemiek van Vleuten et la médaillé d'argent des jeux Marlen Reusser qui a également montré une très bonne forme les semaines précédentes en remportant par exemple les championnats d'Europe de la discipline. Ellen van Dijk, deuxième de ces derniers championnats, est également prétendante au titre tout comme Lisa Brennauer. Amber Neben victime d'un accident en août fait figure d'outsider.

## Récit de la course
Riejanne Markus réalise le premier temps de référence. Ellen van Dijk bat ce temps très nettement. Amber Neben effectue un bon contre-la-montre, mais ne peut vaincre la Néerlandaise. Il en est de même pour Lisa Brennauer. Marlen Reusser  passe aux passages intermédiaires avec trois secondes puis deux secondes d'avance sur Van Dijk. Elle est néanmoins vaincu pour dix secondes. Annemiek van Vleuten part en dernière et doit se contenter de la médaille de bronze.

## Classement
| \| Classement général \| Classement général \| Classement général \| Classement général \| Classement général \| \| Coureuse \| Coureuse \| Pays \| Équipe \| Temps \| \| ------------------ \| -------------------- \| ------------------ \| ------------------ \| ------------------ \| \| 1re \| Ellen van Dijk \| Pays-Bas \| Pays-Bas \| 36 min 05 s \| \| 2e \| Marlen Reusser \| Suisse \| Suisse \| + 10 s \| \| 3e \| Annemiek van Vleuten \| Pays-Bas \| Pays-Bas \| + 24 s \| \| 4e \| Amber Neben \| États-Unis \| États-Unis \| + 1 min 24 s \| \| 5e \| Lisa Brennauer \| Allemagne \| Allemagne \| + 1 min 29 s \| \| 6e \| Juliette Labous \| France \| France \| + 1 min 47 s \| \| 7e \| Lisa Klein \| Allemagne \| Allemagne \| + 1 min 51 s \| \| 8e \| Joscelin Lowden \| Royaume-Uni \| Grande-Bretagne \| + 1 min 59 s \| \| 9e \| Riejanne Markus \| Pays-Bas \| Pays-Bas \| + 1 min 59 s \| \| 10e \| Alena Amialiusik \| Biélorussie \| Biélorussie \| + 2 min 18 s \| \| 11e \| Leah Kirchmann \| Canada \| Canada \| + 2 min 34 s \| \| 12e \| Emma Norsgaard \| Danemark \| Danemark \| + 2 min 43 s \| \| 13e \| Karol-Ann Canuel \| Canada \| Canada \| + 2 min 48 s \| \| 14e \| Leah Thomas \| États-Unis \| États-Unis \| + 2 min 50 s \| \| 15e \| Valeriya Kononenko \| Ukraine \| Ukraine \| + 2 min 50 s \| \| 16e \| Audrey Cordon-Ragot \| France \| France \| + 2 min 56 s \| \| 17e \| Anna Kiesenhofer \| Autriche \| Autriche \| + 2 min 56 s \| \| 18e \| Nathalie Eklund \| Suède \| Suède \| + 2 min 57 s \| \| 19e \| Eugenia Bujak \| Slovénie \| Slovénie \| + 2 min 59 s \| \| 20e \| Karolina Karasiewicz \| Pologne \| Pologne \| + 3 min 04 s \| |                      |             |                 |              |
| |                      |             |                 |              |
| Sources : ProCyclingStats Cycling Quotient |                      |             |                 |              |
| Classement général |                      |             |                 |              |
| Coureuse | Coureuse             | Pays        | Équipe          | Temps        |
| 1re | Ellen van Dijk       | Pays-Bas    | Pays-Bas        | 36 min 05 s  |
| 2e | Marlen Reusser       | Suisse      | Suisse          | + 10 s       |
| 3e | Annemiek van Vleuten | Pays-Bas    | Pays-Bas        | + 24 s       |
| 4e | Amber Neben          | États-Unis  | États-Unis      | + 1 min 24 s |
| 5e | Lisa Brennauer       | Allemagne   | Allemagne       | + 1 min 29 s |
| 6e | Juliette Labous      | France      | France          | + 1 min 47 s |
| 7e | Lisa Klein           | Allemagne   | Allemagne       | + 1 min 51 s |
| 8e | Joscelin Lowden      | Royaume-Uni | Grande-Bretagne | + 1 min 59 s |
| 9e | Riejanne Markus      | Pays-Bas    | Pays-Bas        | + 1 min 59 s |
| 10e | Alena Amialiusik     | Biélorussie | Biélorussie     | + 2 min 18 s |
| 11e | Leah Kirchmann       | Canada      | Canada          | + 2 min 34 s |
| 12e | Emma Norsgaard       | Danemark    | Danemark        | + 2 min 43 s |
| 13e | Karol-Ann Canuel     | Canada      | Canada          | + 2 min 48 s |
| 14e | Leah Thomas          | États-Unis  | États-Unis      | + 2 min 50 s |
| 15e | Valeriya Kononenko   | Ukraine     | Ukraine         | + 2 min 50 s |
| 16e | Audrey Cordon-Ragot  | France      | France          | + 2 min 56 s |
| 17e | Anna Kiesenhofer     | Autriche    | Autriche        | + 2 min 56 s |
| 18e | Nathalie Eklund      | Suède       | Suède           | + 2 min 57 s |
| 19e | Eugenia Bujak        | Slovénie    | Slovénie        | + 2 min 59 s |
| 20e | Karolina Karasiewicz | Pologne     | Pologne         | + 3 min 04 s |

## Liste des partantes
| Liste des participantes | Liste des participantes    | Liste des participantes      | Liste des participantes | Liste des participantes |
| Num                     | Coureuse                   | Équipe                       | Pos                     |                         |
| ----------------------- | -------------------------- | ---------------------------- | ----------------------- | ----------------------- |
| 1                       | Annemiek van Vleuten       | Pays-Bas                     | 3e                      |                         |
| 2                       | Marlen Reusser             | Suisse                       | 2e                      |                         |
| 3                       | Lisa Brennauer             | Allemagne                    | 5e                      |                         |
| 4                       | Amber Neben                | États-Unis                   | 4e                      |                         |
| 5                       | Emma Norsgaard             | Danemark                     | 12e                     |                         |
| 6                       | Juliette Labous            | France                       | 6e                      |                         |
| 7                       | Vittoria Guazzini          | Italie                       | 24e                     |                         |
| 8                       | Anna Kiesenhofer           | Autriche                     | 17e                     |                         |
| 9                       | Leah Kirchmann             | Canada                       | 11e                     |                         |
| 10                      | Eugenia Bujak              | Slovénie                     | 19e                     |                         |
| 11                      | Alena Amialiusik           | Biélorussie                  | 10e                     |                         |
| 12                      | Valeriya Kononenko         | Ukraine                      | 15e                     |                         |
| 13                      | Marta Jaskulska            | Pologne                      | 21e                     |                         |
| 14                      | Frances Janse van Rensburg | Afrique du Sud               | 38e                     |                         |
| 16                      | Marcela Hernández          | Colombie                     | 34e                     |                         |
| 17                      | Katrine Aalerud            | Norvège                      | 27e                     |                         |
| 18                      | Julie Van de Velde         | Belgique                     | 22e                     |                         |
| 19                      | Joscelin Lowden            | Grande-Bretagne              | 8e                      |                         |
| 22                      | Omer Shapira               | Israël                       | 23e                     |                         |
| 23                      | Diane Ingabire             | Rwanda                       | 47e                     |                         |
| 25                      | Ziortza Isasi              | Espagne                      | 35e                     |                         |
| 26                      | Tamara Dronova             | Fédération russe de cyclisme | 33e                     |                         |
| 27                      | Phetdarin Somrat           | Thaïlande                    | 43e                     |                         |
| 28                      | Yanina Kuskova             | Ouzbekistan                  | 39e                     |                         |
| 29                      | Dana Rožlapa               | Lettonie                     | 28e                     |                         |
| 31                      | Agusta Edda Bjornsdóttir   | Islande                      | 37e                     |                         |
| 32                      | Daniela Campos             | Portugal                     | 41e                     |                         |
| 34                      | Adiam Tesfalem Ande        | Érythrée                     | 46e                     |                         |
| 35                      | Luciana Roland             | Argentine                    | 45e                     |                         |
| 36                      | Kanza Malik                | Pakistan                     | 48e                     |                         |
| 37                      | Ellen van Dijk             | Pays-Bas                     | 1re                     |                         |
| 38                      | Lisa Klein                 | Allemagne                    | 7e                      |                         |
| 39                      | Leah Thomas                | États-Unis                   | 14e                     |                         |
| 40                      | Rebecca Koerner            | Danemark                     | 31e                     |                         |
| 41                      | Audrey Cordon-Ragot        | France                       | 16e                     |                         |
| 42                      | Elena Pirrone              | Italie                       | 29e                     |                         |
| 43                      | Karol-Ann Canuel           | Canada                       | 13e                     |                         |
| 44                      | Hanna Solovey              | Ukraine                      | 26e                     |                         |
| 45                      | Karolina Karasiewicz       | Pologne                      | 20e                     |                         |
| 46                      | Hayley Preen               | Afrique du Sud               | 40e                     |                         |
| 47                      | Nathalie Eklund            | Suède                        | 18e                     |                         |
| 48                      | Lorena Colmenares          | Colombie                     | 42e                     |                         |
| 49                      | Sara Van de Vel            | Belgique                     | 30e                     |                         |
| 50                      | Pfeiffer Georgi            | Grande-Bretagne              | 25e                     |                         |
| 52                      | Rotem Gafinovitz           | Israël                       | 32e                     |                         |
| 54                      | Olga Zabelinskaïa          | Ouzbekistan                  | AB                      |                         |
| 56                      | Bríet Kristý Gunnarsdóttir | Islande                      | 44e                     |                         |
| 58                      | Anabel Yapura              | Argentine                    | 36e                     |                         |
| 59                      | Asma Jan                   | Pakistan                     | 49e                     |                         |
| 60                      | Riejanne Markus            | Pays-Bas                     | 9e                      |                         |

### Prix
Les prix suivants sont distribués :
| Position | 1er     | 2e      | 3e      | 4e | 5e | 6e | 7e | 8e | 9e | 10e |
| Prix     | 8 000 € | 4 000 € | 2 000 € | €  | €  | €  | €  | €  | €  | €   |